# Municipio de Cedarville (Ohio)
El municipio de Cedarville (en inglés: Cedarville Township) es un municipio ubicado en el condado de Greene en el estado estadounidense de Ohio. En el año 2010 tenía una población de 5500 habitantes y una densidad poblacional de 54,06 personas por km².

## Geografía
El municipio de Cedarville se encuentra ubicado en las coordenadas 39°44′16″N 83°47′23″O / 39.73778, -83.78972. Según la Oficina del Censo de los Estados Unidos, el municipio tiene una superficie total de 101.73 km², de la cual 101,38 km² corresponden a tierra firme y (0,35 %) 0,35 km² es agua.

## Demografía
Según el censo de 2010, había 5500 personas residiendo en el municipio de Cedarville. La densidad de población era de 54,06 hab./km². De los 5500 habitantes, el municipio de Cedarville estaba compuesto por el 94,55 % blancos, el 2,29 % eran afroamericanos, el 0,18 % eran amerindios, el 0,96 % eran asiáticos, el 0,42 % eran de otras razas y el 1,6 % eran de una mezcla de razas. Del total de la población el 1,85 % eran hispanos o latinos de cualquier raza.